# Mottama
Mottama (in lingua birmana မုတ္ထမမြို့) è una cittadina che in precedenza veniva chiamata Martaban, fa parte del Distretto di Thaton, nello Stato Mon della Bassa Birmania. Si affaccia sulla sponda settentrionale della foce del fiume Thanlwin, di fronte al capoluogo Mawlamyine. Il vecchio nome della città dà il nome al golfo di Martaban, sulle cui coste orientali è situata. Fu capitale del regno mon di Hanthawaddy nel XIII e XIV secolo.
Mottama era il punto terminale di una strada e di una ferrovia che partiva da Yangon. Nell 2005 è stato inaugurato il ponte Thanlwin ferroviario e stradale, che attraversa la foce del fiume Thanlwin, conosciuto in Italia come Saluen, e collega Mottama a Mawlamyine e al sud. Con uno sviluppo totale di circa 7 km è il più lungo della Birmania.

## Storia
Martaban divenne parte dell'Impero di Pagan durante il regno di re Anawrahta, quando i birmani sottomisero il Regno di Thaton dei mon nel 1057. Nel 1287, dopo che Pagan fu conquistata dai mongoli, re Wareru fondò quello che sarebbe divenuto il Regno di Hanthawaddy e insediò la capitale a Martaban. Nel 1369, la capitale fu spostata a Pegu e, malgrado che non fosse più la capitale, Martaban rimase un importante porto commerciale fino agli inizi del XVI secolo. Nel maggio del 1541, re Tabinshwehti del Regno di Taungù catturò e rase quasi al suolo Martaban, che dopo di allora perse importanza.
La città cadde nelle mani dei britannici durante la prima guerra anglo-birmana del 1824-1826, ma tornò sotto l'amministrazione birmana al termine di quel conflitto, divenendo una città di confine. I britannici occuparono Mawlamyine ed il sud, ma con la seconda guerra anglo-birmana, nel 1852 anche Mottama entrò a far parte della colonia britannica.